# Moroso (Cantabria)
Moroso es una entidad de población del municipio de Valderredible (Cantabria, España). Está a 1065 m s. n. m. Tiene una población de 1 habitante (INE 2024).
Se sitúa en la ladera de un vallejo por el que corren las aguas del arroyo Costumbría, a más de mil metros de altitud. Su acceso es difícil ya que se realiza desde las localidades de Valdeprado del Río o Candenosa, con algunos tramos de senda que llevan por el hayedo de Costumbría, o bien atravesando un paisaje montaraz por caminos prácticamente desaparecidos desde la localidad de San Cristóbal del Monte.
Sus antiguas tierras de labranza actualmente se han convertido en bosque y las pocas construcciones del pueblo están en ruinas, la mayoría derruidas prácticamente por completo. Solo se observan algunos cimientos de su antigua iglesia, del siglo XV, que tenía advocación a San Lucas.
De acuerdo al Diccionario Geográfico-Estadístico-Histórico de Pascual Madoz, a mediados del siglo XIX tenía siete casas con 20 vecinos que se dedicaban a la producción de trigo, centeno, legumbres y patata, a la cría de ganado vacuno, lanar, cabrio y de cerdo y a la caza de lobos, zorros, corzos y palomas.
Como en las localidades de Valderredible, Moroso sufrió la emigración desde las zonas rurales en la década de los años sesenta y setenta del siglo XX, que afectó de manera especial a los pueblos de las zonas más altas e incomunicadas, como las aldeas próximas de Candenosa, Rasgada, Arantiones, Coroneles o Cejancas. En 1988 aún se podían ver las ruinas de las casas del pueblo pero su reutilización hizo que desapareciesen del lugar la mayoría de las piedras y sillares. Ya en el año 2001 prácticamente no se encontraba ningún muro levantado.
Actualmente existe una ruta de senderismo señalizada denominada "Ruta de los pueblos abandonados" (PR S34) cuyo recorrido pasa por Moroso.